# Merrie Land
Merrie Land é o segundo álbum de estúdio da banda britânica de rock The Good, the Bad & the Queen, lançado em novembro de 2018.
O disco contou com produção musical de Tony Visconti e todas as letras foram escritas pelo vocalista Damon Albarn. Os temas contam com a influência do cenário político da Inglaterra pós-brexit. Ao ser lançado, o projeto alcançou avaliações favoráveis da mídia especializada.

## Faixas
Todas as letras escritas por Damon Albarn, todas as músicas compostas por Damon Albarn, Tony Allen, Paul Simonon, Simon Tong e Tony Visconti.
| N.º            | Título                  | Duração |  |
| 1.             | "Introduction"          | 0:13    |  |
| 2.             | "Merrie Land"           | 4:46    |  |
| 3.             | "Gun to the Head"       | 4:19    |  |
| 4.             | "Nineteen Seventeen"    | 3:43    |  |
| 5.             | "The Great Fire"        | 3:56    |  |
| 6.             | "Lady Boston"           | 4:19    |  |
| 7.             | "Drifters & Trawlers"   | 2:34    |  |
| 8.             | "The Truce of Twilight" | 4:22    |  |
| 9.             | "Ribbons"               | 2:52    |  |
| 10.            | "The Last Man to Leave" | 2:38    |  |
| 11.            | "The Poison Tree"       | 3:40    |  |
| Duração total: | Duração total:          | 37:28   |  |